# Ivan Nepomuk Biatzóvszky
Ivan Nepomuk Biatzóvszky (tudi Biatzowsky), slovaški zdravnik, ki je deloval v Ljubljani, * 1. maj 1801, Dunaj, † 18. oktober 1863, Salzburg.

## Življenje in delo
Biatzovsky zdravnik slovaškega rodu, ki je živel v prvi polovici 19. stoletja je v Ljubljani deloval 1834-1850. Medicino je študiral na Dunaju in tam 1830 doktoriral. Nekaj časa je služboval je na porodniških klinikah na Dunaju, leta 1834 pa je prišel v Ljubljano kot učitelj (t. i. »Vorbereitungswissenschaften«) za kirurške kandidate. Obenem je prirejal splošno dostopna predavanja iz botanike. Tako je leta 1844 nasledil umrlega Hladnika kot učitelj botanike in vodja botaničnega vrta. V letih 1836–1839 je bil vodja civilne bolnišnice v Ljubljani. Leta 1848 se je zavzemal za ustanovitev univerze v Ljubljani in bil predlagan za profesorja botanike. Na ljubljanskem liceju je poučeval botaniko do ukinitve zavoda. Leta 1850 je bil premeščen v Salzburg.